# Starčevo-kultúra

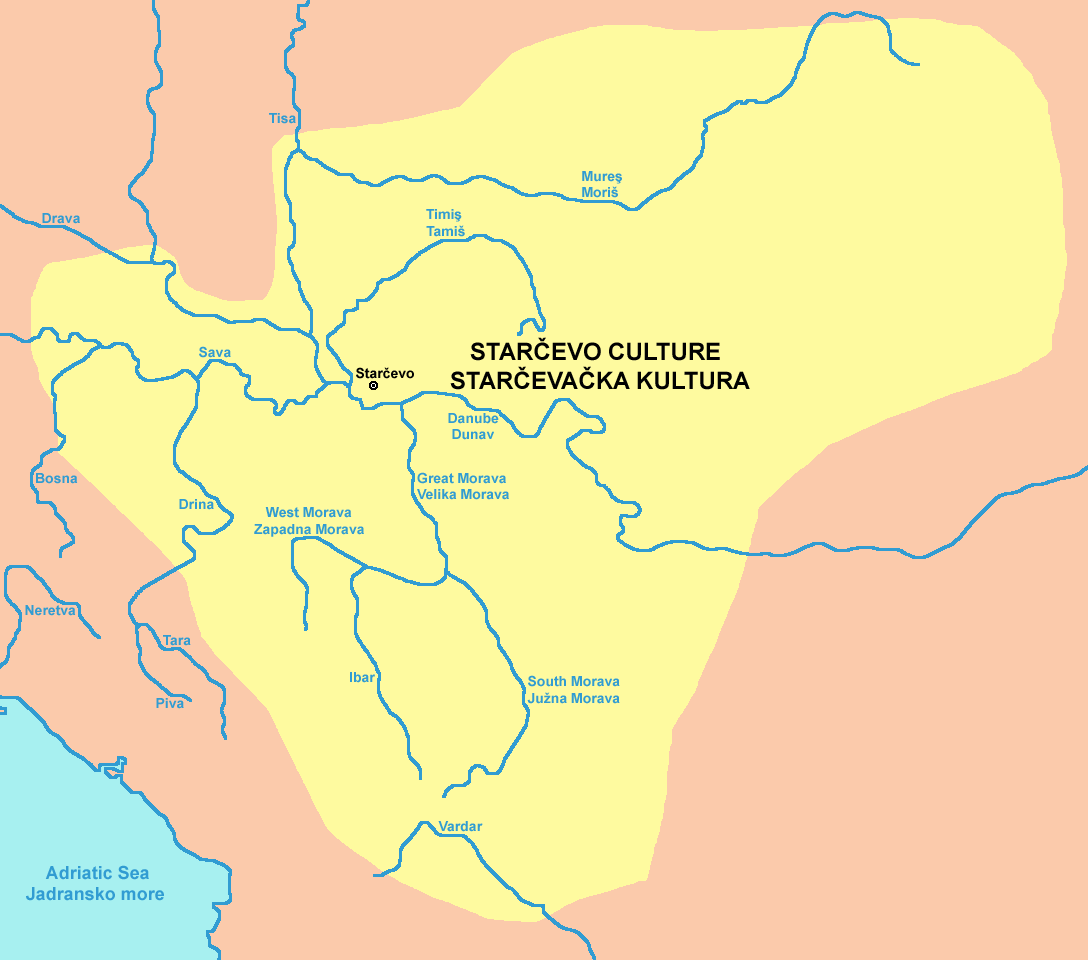

A Starčevo-kultúra említése a Körös (Criș) kultúrával együtt Körös (Criș)- Starčevo kultúraként is előfordul. A Körös (Criș) kultúrához hasonlóan irtásos földművelés, az állattenyésztés megjelenése és halászat jellemzik. Ugyanakkor, míg a Körös (Criș) kultúra inkább az Al-Duna-Tisza-Körösök által határolt területen terjedt el, a Starčevo-kultúra nyugatra és északnyugatra terjeszkedett, egészen a Balatonig. Legnyugatibb elterjedését Gellénházán tárták fel. Az északi elterjedés határa felveti a kérdést, hogy a délről jövő földművesek vajon ökológiai határba, vagy az itt élő mezolitikus népességbe ütköztek-e.